# Coliseo cerrado Madre de Dios
El Coliseo cerrado Madre de Dios es un coliseo ubicado en Puerto Maldonado, Madre de Dios, Perú. Tiene una capacidad para 5000 personas. La construcción inicio en 2010. Fue inaugurado el 19 de diciembre de 2013.

La construcción tiene tres niveles.